# Dysschema fulgorata
Dysschema fulgorata is een beervlinder uit de familie van de spinneruilen (Erebidae). De wetenschappelijke naam van de soort is voor het eerst geldig gepubliceerd in 1871 door Butler.